# 山田広昭
山田 広昭（やまだ ひろあき、1956年8月6日- ）は、日本のフランス文学研究者、東京大学総合文化研究科言語情報科学教授、2022年定年退任、名誉教授。柄谷行人は叔父。

## 人物・来歴
大阪府生まれ。大阪教育大学附属池田高等学校卒、1980年京都大学文学部仏文科卒、同大学院文学研究科博士課程中退、1988年パリ第8大学第三期博士。
詩人のポール・ヴァレリーの研究を中心に、批評活動もおこなっている。雑誌『批評空間』への連載をまとめた著作『三点確保』においては、ロマン主義と政治の問題を扱っている。

## 著書
- （立川健二との共著）『現代言語論――ソシュール フロイト ウィトゲンシュタイン』新曜社、1990
- 『三点確保――ロマン主義とナショナリズム』新曜社、2001
- 『可能なるアナキズム──マルセル・モースと贈与のモラル』インスクリプト、2020

### 編著
- 『言語態研究の現在』七月堂、2014
- （丹治愛との編著）『文学批評への招待』放送大学教育振興会、2018

### 翻訳
- （ミシェル・フーコー著、小林康夫、石田英敬、松浦寿輝編）『フーコー・コレクション1（狂気・理性）』筑摩書房（ちくま学芸文庫）、2006
- 『ヴァレリー集成Ⅳ　精神の〈哲学〉』筑摩書房、2011。編訳者
- アンドレ・ジッド、ピエール・ルイス、ポール・ヴァレリー『三声書簡 1888-1890』（松田浩則、塚本昌則、森本淳生共訳）水声社、2016

## 論文
- <山田広昭